# United States Army Nurse Corps

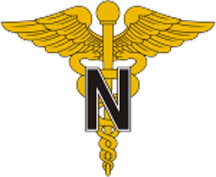
Insigne des Nurse Corps

Das United States Army Nurse Corps (USANC) ist ein Corps der Armee der Vereinigten Staaten von Amerika mit einer Stärke von etwa 11.000 Soldaten. Das USANC ist die Pflegeeinheit der US Army und stellt Pflegekräfte für die Unterstützung des Verteidigungsministeriums der Vereinigten Staaten zur Verfügung. Es besteht ausschließlich aus Krankenpflegepersonal mit einem abgeschlossenen Studium der Krankenpflege im Offiziersrang und ist Teil des Army Medical Department (AMEDD).
Das USANC wurde 1901 formal vom US-Kongress gegründet und war die erste Einheit, in der Frauen als Soldaten in der US Army dienten.

## Geschichte

### Pflegerische Versorgung bis 1901
Krankenschwestern dienten bereits in George Washingtons Armee während des Amerikanischen Unabhängigkeitskrieges. Auch wenn die Frauen, die die Verwundeten und Kranken versorgten, noch keine professionellen Pflegekräfte im heutigen Sinne waren, ebneten sie den Weg für spätere Generationen, bis schließlich 1873 zivile Krankenhäuser Schulen für Schwestern eröffneten.
Nach dem Unabhängigkeitskrieg wurde die medizinische Versorgung der Soldaten vom Kongress deutlich eingeschränkt. Die Pflege wurde abgestellten Soldaten der einzelnen Kompanien übertragen. Bis zum Britisch-Amerikanischen Krieg gab es keine zentralisierte medizinische Versorgung oder eine organisierte medizinische Abteilung. Das Army Medical Department unter der Leitung des Surgeon General Joseph Lovell wurde vom Kongress mit dem Reorganization Act of 1818 eingesetzt und markiert den Beginn der modernen medizinischen Abteilung der U.S. Armee.

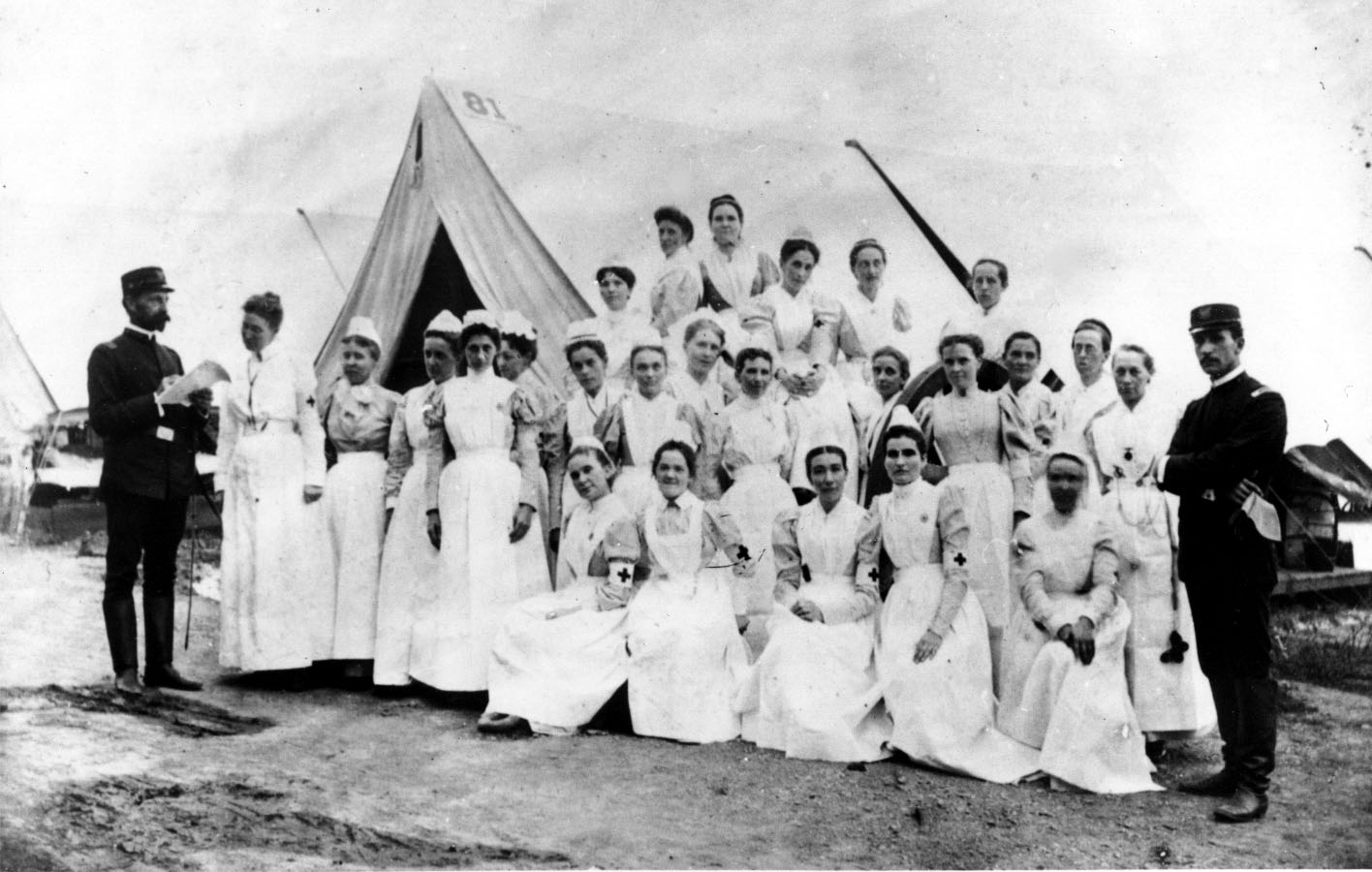
Pflegekräfte während des Sezessionskrieges

Zwei Monate nach dem Beginn des Sezessionskriegs am 12. April 1861 ernannte der Kriegsminister Simon Cameron Dorothea Lynde Dix als Leiterin der weiblichen Pflegekräfte für die Unionsarmee. Einige der Frauen, die sich zum Dienst meldeten, erhielten eine kurze Pflegeausbildung. Der Kurs wurde von Elizabeth Blackwell geleitet, der ersten Frau, die in den Vereinigten Staaten einen medizinischen Hochschulabschluss erreichte. Einige der Frauen, die in den Unionskrankenhäusern arbeiteten, wurden nicht von der Armee bezahlt, sondern von der United States Sanitary Commission oder Freiwilligenorganisationen unterstützt. Ihre Arbeit beschränkte sich weitgehend auf die Essenszubereitung, die Verteilung von Spenden oder hauswirtschaftliche Aufgaben.
Während des Spanisch-Amerikanischen Krieges von 1898 stellte die Armee zivile weibliche Pflegekräfte ein, um die Verwundeten zu versorgen. Insgesamt dienten mehr als 1500 Frauen während dieses Krieges. Anita Newcomb McGee wurde zur leitenden Assistent Surgeon ernannt und verfolgte nach dem Krieg das Ziel einer ständigen Pflegeeinheit. Sie schrieb den Abschnitt des Army Reorganization Act, der die USANC einführte, und gilt als Gründerin des Verbandes.
Rasse und Geschlecht spielten anfangs eine bedeutende Rolle. Das USANC war ausschließlich weißen Frauen vorbehalten und kämpfte bis 1947 hart dafür, farbige Frauen vom Dienst auszuschließen oder deren Anzahl zu begrenzen. Männer waren bis zum Koreakrieg ebenfalls ausgeschlossen. Erst der Einfluss männlicher Ärzte, die dringend pflegerische Unterstützung an der Front benötigten, änderte das.

### 1901–1917
Während der Ära des Progressivismus wurde die Professionalisierung ein zentrales Thema; Erfahrung und Ausbildung wurden mehr geschätzt als die spontan einberufenen Freiwilligen der früheren Zeit. Das rein weibliche USANC wurde unter dem Army Reorganization Act (31 Stat. 753) vom 2. Februar 1901 ein dauerhaft eingerichtetes Corps der medizinischen Abteilung. Krankenschwestern wurden für einen Zeitraum von drei Jahren verpflichtet, jedoch wurden sie nicht als Offiziere der regulären Streitkräfte beauftragt; das änderte sich erst am 16. April 1947. Dita H. Kinney wurde als erster Superintendent des Corps am 15. März 1901 berufen und behielt diesen Posten bis zu ihrem Austritt am 31. Juli 1909.
Die Zahl der Schwestern im aktiven Dienst schwankte um die 100 in den ersten Jahren des USANC, die beiden größten Gruppen dienten im Krankenhaus im Militärstützpunkt Presidio in San Francisco und im First Reserve Hospital in Manila.

### Erster Weltkrieg

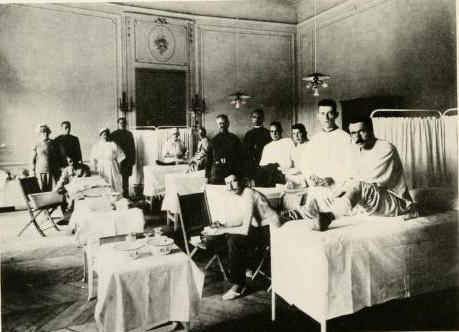
Schwestern, Personal und Patienten im United States Base Hospital 32 in Contrexeville, Frankreich 1918

Am Ersten Weltkrieg waren die Amerikaner in den Jahren 1917 und 1918 beteiligt. Das Militär rekrutierte 20.000 Krankenschwestern für Armee und Marine. Diese Frauen dienten in 58 Militärkrankenhäusern und 47 Ambulanzeinheiten an der Westfront. Mehr als 10.000 Frauen dienten in Übersee, während 5400 Schwestern sich zur Ausbildung an der neuen Army School of Nursing unter der Leitung von Annie Goodrich meldeten. Richtungsweisende Entscheidungen für das Corps wurden von Jane Delano, der Direktorin des Red Cross Nursing Service, Mary Adelaide Nutting, Präsidentin der American Federation of Nurses, und Annie Goodrich getroffen.

### 1919–1940
Nach dem Krieg wurden die beiden Corps auf Rumpfmannschaften reduziert, mit dem Ziel, im Kriegsfalle wieder aufgestockt zu werden. Zugelassen wurden nur weiße, unverheiratete, freiwillige und examinierte Krankenschwestern. 1920 erhielten die Schwestern Offiziersränge. Ähnlich den anderen Armeerängen trugen sie diesen Rang auf der Uniform, jedoch erhielten sie nicht den gleichen Lohn und wurden nicht als Teil der Armee betrachtet.

### Zweiter Weltkrieg

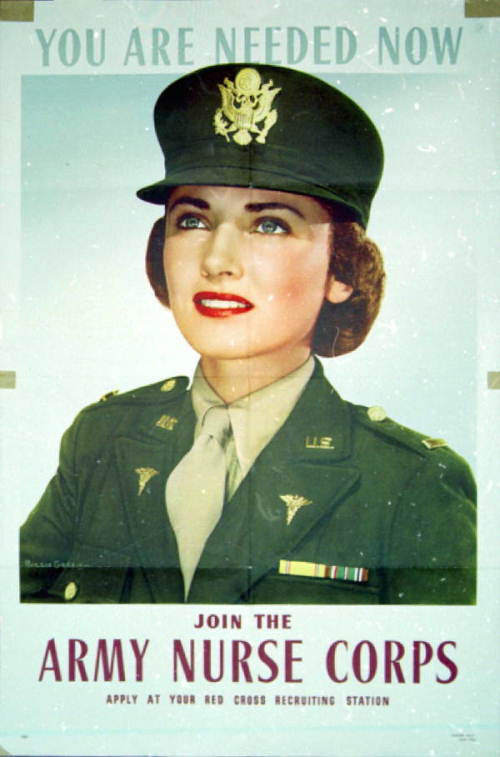
Rekrutierungsposter für das USANC im Zweiten Weltkrieg

Bei Kriegseintritt der Vereinigten Staaten in den Zweiten Weltkrieg im Dezember 1941 waren weniger als 1000 Krankenschwestern im USANC und rund 700 Schwestern bei der Marine (United States Navy Nurse Corps).
Gemeinsam mit dem Roten Kreuz wurde die Aufstockung der Schwestern koordiniert, nur unverheiratete Frauen zwischen 22 und 30 Jahren mit einem Pflegeabschluss an einer zivilen Pflegeschule wurden angenommen und für die Dauer des Krieges zuzüglich 6 Monaten verpflichtet. Frauen, die heirateten oder schwanger wurden, wurden entlassen.
Nach dem japanischen Angriff auf Pearl Harbor am 7. Dezember 1941 beteiligten sich die Vereinigten Staaten am Pazifikkrieg und benötigten Pflegekräfte in China. Diese Schwestern wurden unter der chinesischen Bevölkerung rekrutiert, insbesondere englischsprachige Krankenschwestern aus Hongkong, die vor der japanischen Invasion ins freie China geflohen waren.

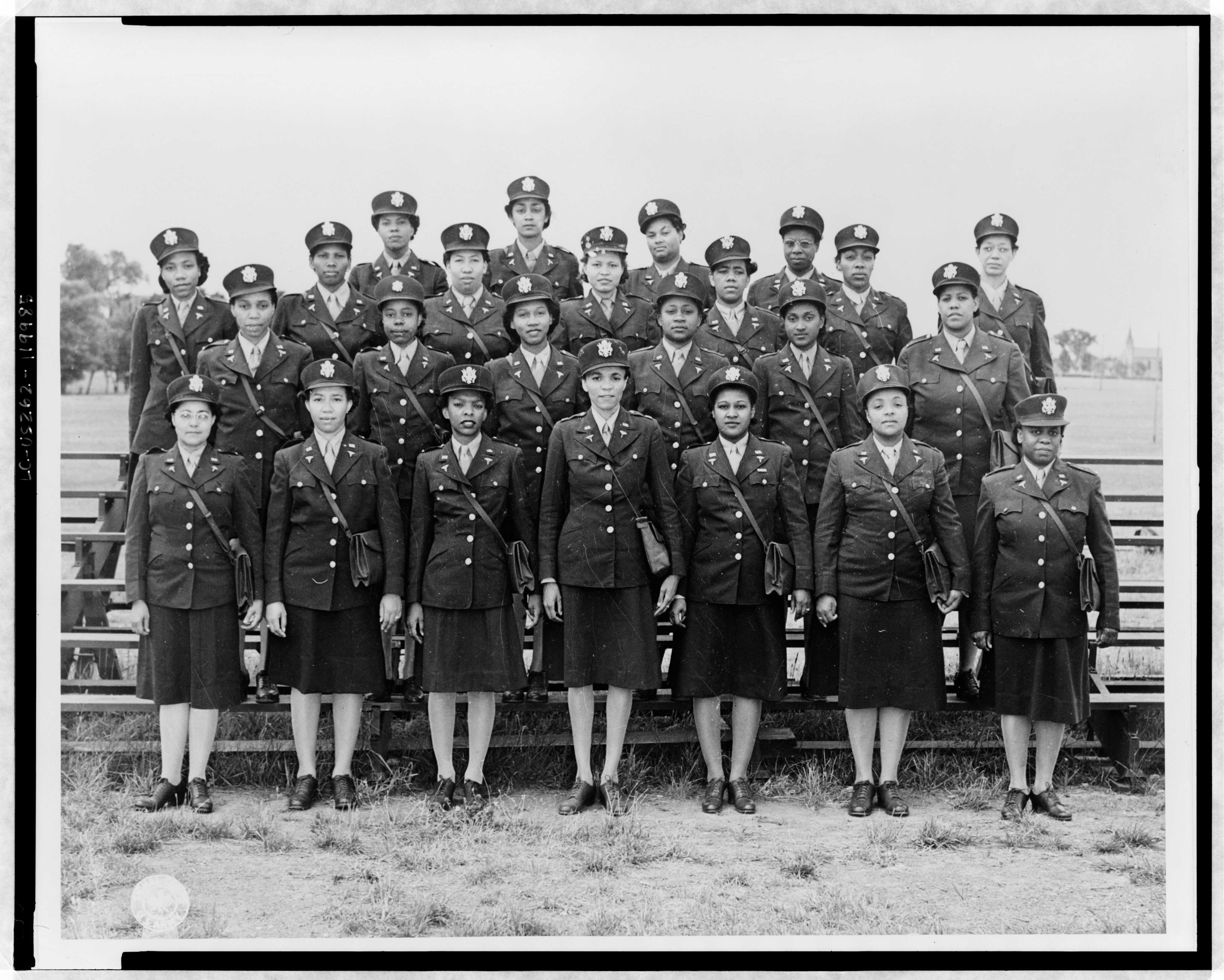
Erste schwarze Krankenschwestern in England 1944.

Nur eine Handvoll afroamerikanische Krankenschwestern wurden im USANC zugelassen. Mabel Keaton Staupers, die für die National Association of Colored Graduate Nurses arbeitete, bekam Unterstützung von Eleanor Roosevelt, um die Armee 1941 dazu zu bewegen, schwarze Krankenschwestern zu akzeptieren. Die erste schwarze Krankenschwester, die gemäß der neuen Politik im April 1941 rekrutiert wurde, war Second Lieutenant Della H. Raney. Die Quote für schwarze Schwestern betrug 48 Frauen im Jahr 1941. Diese Pflegekräfte unterlagen weitestgehend der Rassentrennung. 1943 wurde die Quote auf 160 Schwestern erhöht. Im selben Jahr wurde die erste afroamerikanische medizinische Einheit, die 25th Station Hospital Unit, nach Liberia verlegt. Später wurden auch schwarze Schwestern nach Birma geschickt, um afroamerikanische Soldaten zu pflegen. Außerdem dienten die Frauen auch in China, Australien, Neuguinea, Großbritannien und auf den Philippinen. Am Ende des Krieges waren 476 afroamerikanische Krankenschwestern im USANC.
Am 26. Februar 1944 entschied der Kongress schließlich, den Frauen in USANC und USNNC die tatsächlichen militärischen Ränge für die Dauer des Krieges zuzüglich sechs Monate zugänglich zu machen. Bis Ende des Krieges waren 54.000 Krankenschwestern bei Armee und Army Air Forces (AAF) und 11.000 Schwestern bei der Marine im Einsatz. 217 schwarze Krankenschwestern dienten in rein afroamerikanischen medizinischen Einheiten. Wesentlich mehr Männer dienten als Sanitäter (Medics), die unter Aufsicht der Offizierinnen als Pflegehilfskräfte die Routinepflege übernahmen.
Vergleichsweise viele Frauen dienten als Teil der Hilfstruppen des Women’s Army Corps und der Women’s Auxiliary Ferrying Squadron in den Militärkrankenhäusern. Medizinische Fortschritte verbesserten die Überlebensraten für Verwundete deutlich: 96 Prozent der 670.000 verwundeten Soldaten und Matrosen, die es in ein Feldlazarett schafften, überlebten ihre Verwundung. Amputationen wegen Wundbrand wurden selten; Penicillin und Sulfonamide zeigten hier deutlich ihre Wirkung. Die Krankenschwestern wurden stark in die post-operative Pflege, Evakuierungen und neue Techniken in Anästhesie und Psychiatrie einbezogen.

### Koreakrieg
Während des Koreakrieges wurden die Army Nurses in Mobile Army Surgical Hospitals (MASH) und zusätzlichen Krankenhäusern in Japan und Korea eingesetzt. Die Krankenschwestern arbeiteten an vorderster Front, um die Verwundeten der UN-Kräfte binnen Minuten oder Stunden nach ihrer Verletzung versorgen zu können.
Im September 1955 erlitt Präsident Dwight D. Eisenhower einen Herzinfarkt während eines Urlaubs nahe Denver. Er wurde in das Fitzsimons Army Medical Center eingeliefert. Während der sechs Wochen, die er zur Erholung brauchte, unterhielt er sich mit seinen Krankenschwestern vom USANC. Er stellte fest, dass die Schwestern schlechter untergebracht waren, langsamer befördert und häufiger nach Übersee verschifft wurden als die männlichen Soldaten. Außerdem wurden Frauen gezwungen, den Dienst mit 55 zu quittieren. Der Präsident ordnete an, einen Brigadegeneral als Leiter der Einheit einzusetzen und die Benachteiligungen abzuschaffen.

### Vietnamkrieg
Ab 1955 wurden auch Männer zum USANC zugelassen; der erste Mann im USANC war Edward L.T. Lyon. Während des Vietnamkrieges waren viele Pflegekräfte des USANC in Südostasien eingesetzt. Sie arbeiteten in allen großen Armeekrankenhäusern der Region, darunter Cam Ranh Bay, Da Nang und Saigon. Vietnam war der erste Kriegsschauplatz, an dem Männer als Pflegekräfte eingesetzt wurden. Sie wurden vorrangig in gefährlicheren Örtlichkeiten eingesetzt als Frauen. Viele Army Nurses erlebten in Vietnam das erste Mal Feindbeschuss und etliche von ihnen starben durch direkten Beschuss. Dabei wurde auch eine weibliche Army Nurse (1 Lt. Sharon Ann Lane) durch feindlichen Raketenbeschuss während ihrer Nachtschicht im 312. Evacuation Hospital in Chu Lai getötet. Mehrere andere Frauen des USANC starben in Vietnam durch Helikopter- und Flugzeugabstürze sowie durch Krankheiten.

### Das moderne Nurse Corps
Das USANC ist weiterhin ein wesentlicher Teil des Army Medical Department. Das Einsatztraining findet in der Regel in Fort Sam Houston, Texas statt. Inzwischen ist das USANC ein hochprofessionelles Arbeitsumfeld, zur Einstellung wird mindestens ein Bachelor in einer der Pflegewissenschaften verlangt. Die Verpflichtung auf mindestens drei Dienstjahre ist obligatorisch. Die US Army sorgt für eine kontinuierliche Weiterbildung dieser Einheit, beinahe alle Zusatzausbildungen für medizinisches Fachpersonal werden angeboten. Die Krankenpflegekräfte dieser Einheit gehören zum höchstqualifizierten Pflegepersonal der Welt, der Kenntnis- und Ausbildungsstand ist nicht mit dem einer in der zivilen Krankenpflege tätigen Pflegeperson zu vergleichen. Ihr Aufgabengebiet umfasst neben der pflegerischen Versorgung ihrer Kameraden, darunter schwerpunktmäßig die Behandlungspflege, insbesondere die Ausbildung des Sanitätspersonals, die humanitäre und Katastrophenhilfe, die Organisation und Koordination von Lazaretten und Hospitälern in Krisengebieten sowie die notfallmedizinische Versorgung von Traumata unter Kriegsbedingungen. Rund ein Drittel der Pflegekräfte ist männlich, die Army Nurses werden überall in der Welt eingesetzt, vor allem auch bei humanitären Missionen. Chief des USANC ist seit 2019 Brig. Gen. Jack M. Davis.

## Superintendents und Chiefs
Seit seiner Gründung 1901 bis 1947 wurde das Corps von einem weiblichen Superintendenten geleitet. Die Schwestern wurden nicht in den Offiziersrang erhoben, bis am 16. April 1947 der Army-Navy Nurses Act in Kraft trat, der die Krankenschwestern dauerhaft in den Offiziersrang einsetzte. Das USANC wird seit 1947 von einem Chief mindestens im Range eines Colonels geführt.

### Liste der Superintendents des Army Nurse Corps
| Dita H. Kinney          |  | (März 1901      | – Juli 1909)      |
| Jane A. Delano          |  | (August 1909    | – März 1912)      |
| Isabel McIsaac          |  | (April 1912     | – September 1914) |
| Dora E. Thompson        |  | (September 1914 | – Dezember 1919)  |
| Julia C. Stimson        |  | (Dezember 1919  | – Mai 1937)       |
| Julia O. Flikke         |  | (Juni 1937      | – Juni 1943)      |
| Florence A. Blanchfield |  | (Juli 1943      | – September 1947) |

### Liste der Chiefs des Army Nurse Corps
| COL Mary G. Phillips    |  | (Oktober 1947   | – September 1951) |
| COL Ruby F. Bryant      |  | (Oktober 1951   | – September 1955) |
| COL Inez Haynes         |  | (Oktober 1955   | – August 1959)    |
| COL Margaret Harper     |  | (Oktober 1959   | – August 1963)    |
| Mildred Irene Clark     |  | (September 1963 | – August 1967)    |
| Anna Mae V. Hays        |  | (September 1967 | – Juni 1970)      |
| BG Anna Mae V. Hays     |  | (Juni 1970      | – August 1971)    |
| BG Lillian Dunlap       |  | (September 1971 | – August 1975)    |
| BG Madelyn N. Parks     |  | (September 1975 | – August 1979)    |
| BG Hazel W. Johnson     |  | (September 1979 | – August 1982)    |
| BG Connie L. Slewitzke  |  | (September 1983 | – August 1987)    |
| BG Clara L. Adams-Ender |  | (September 1987 | – August 1991)    |
| BG Nancy R. Adams       |  | (November 1991  | – Dezember 1995)  |
| BG Bettye H. Simmons    |  | (Dezember 1995  | – Januar 2000)    |
| BG William T. Bester    |  | (Ma i2000       | – Juni 2004)      |
| MG Gale S. Pollock      |  | (Juli 2004      | – Juli 2008)      |
| MG Patricia D. Horoho   |  | (Juli 2008      | – Dezember 2011)  |
| MG Jimmie O. Keenan     |  | (Januar 2012    | – November 2015)  |

## Besonders ausgezeichnete Mitglieder des USANC
- Dorothea Dix – erste Superintendentin der USANC
- Cornelia Hancock – zivile Krankenschwester in der Unionsarmee, im Dienst verletzt
- Mary Edwards Walker – zivile Krankenschwester im Sezessionskrieg, erste Chirurgin der Armee und Empfängerin der Medal of Honor
- Susie Taylor – erste afroamerikanische Army Nurse
- Reba Cameron — Army nurse, Empfängerin der Distinguished Service Medal
- Adah Belle Thoms – Pflegepionierin die für die Zulassung afroamerikanischer Schwestern kämpfte
- Annie Fox – erste Empfängerin des Purple Heart
- Ruby Bradley – einer der höchstdekorierten weiblichen Offiziere im Zweiten Weltkrieg und Korea
- Diane Carlson Evans – Krankenschwester in Vietnam, Gründerin der Vietnam Woman's Memorial Foundation.
- Ruth M. Gardiner – erste im Zweiten Weltkrieg getötete Krankenschwester, getötet in Alaska im Juli 1943.
- E. Ann Hoefly – Krankenschwester im Zweiten Weltkrieg und späterer Chief des U.S. Air Force Nurse Corps.[23]
- Sharon Ann Lane, 1 Lt., Krankenschwester der US-Armee im Vietnamkrieg. Einzige US-Krankenschwester, die im Vietnamkrieg durch feindliches Feuer (Raketenbeschuss) ums Leben kam.